# Bogdan Mara
Ion Bogdan Mara (ur. 29 września 1977 w Devie) – piłkarz rumuński grający na pozycji pomocnika. Od 2010 roku gracz greckiego klubu Iraklis Saloniki. Ma na koncie jedenaście występów w reprezentacji.